# 泰安专区
泰安专区，中华人民共和国山东省已撤消的专区，在今山东省中部。
1950年，原鲁中南行署区泰山、泰西2专区合并设置泰安专区，由山东省直辖，专署驻泰安县（今泰安市）。辖原泰山专区所属泰安、历城、莱芜、泰宁、新泰5县；原泰西专区所属肥城、平阴、宁阳、汶上、东平、长清6县及原尼山专区所属泗水县。泰安专区辖12县。
1952年，泰宁县因与福建省泰宁县重名，改名徂阳县。1953年，原淄博专区所属章丘、章历2县划入；撤销章历县，并入章丘县；汶上县划归济宁专区。1956年，撤销徂阳县，并入泰安、新泰、宁阳3县；泗水县划归济宁专区。
1958年，由泰安县析置泰山市；后撤销泰安县，并入泰山市，并改名为泰安市。同年，撤销泰安专区，将泰安市及新泰、历城、宁阳、章丘、长清、莱芜6县划归济南市；将东平、平阴、肥城3县划归聊城专区。 
1961年，恢复泰安专区，专署驻泰安市。辖原属济南市的泰安、新汶2市和章丘、莱芜、新泰、宁阳、肥城、长清6县和原属菏泽专区的平阴县（1960年恢复）；恢复1960年撤销的东平县。泰安专区辖2市、8县。
1963年，撤销泰安市，复设泰安县。1965年，撤销新汶市，改设新汶县。专区辖10县。
1967年，撤销泰安专区，改置泰安地区。 